# Omodhos
Omodhos (grekiska: 'Ομοδος) är en by i det grekcypriotiskt styrda Cypern. Byn ligger i distriktet Limassol cirka 80 kilometer från staden Nicosia. I byn produceras mycket vin och i augusti varje år hålls en vinfestival för att fira årets skörd.